# フランチェスコ・マニャネッリ
フランチェスコ・マニャネッリ（Francesco Magnanelli, 1982年11月12日 - ）は、イタリア・ウンベルティデ出身の元サッカー選手。現役時代のポジションはMF。

## 経歴
2005年、当時セリエC2/Bに在籍していたUSサッスオーロ・カルチョに加入し、以降、2022年に引退するまで17年に渡ってサッスオーロ一筋でプレー。2012-13シーズンからは同クラブのキャプテンも務め、最後はセリエAの舞台で現役を退いた。

## プレースタイル
センターミッドフィルダーを本職とし、時にディフェンシブミッドフィルダーとしてプレーすることもある。